# Amparo Boronat Picazo
Amparo Boronat Picazo (Valencia, 6 de septiembre de 1896-Alicante, 2 de septiembre de 1955) fue una cantante y actriz española de opereta y zarzuela, una de las tiples  más destacadas de la segunda década del siglo XX.

## Comienzos artísticos
Hija de José Boronat Jordá, sastre natural de Alcoy y de Teresa Picazo Iranzo, descendiente de una familia de tejedores de seda, de Valencia. Inició su andadura artística, con tan sólo 14 años, en teatros de afición de su barrio de Velluters con la Societat Coral el Micalet, de la que su padre era socio y, posteriormente, en la Juventud Mariana del Centro Parroquial del Pilar.
En 1911, bajo la enseñanza y dirección del afamado maestro de canto D. Miguel Benlloch Vivó, comienza a participar en la representación de zarzuelas completas en el Ateneo Musical Valenciano y en el Círculo Instructivo Electricista, con obras como Molinos de viento, El viaje de la vida o El arte de ser bonita.
Pero sería en 1912, con 16 años recién cumplidos, cuando se profesionaliza al entrar a formar parte del elenco de tiples del Teatro Ruzafa de Valencia, en la compañía Teatral Moderna, junto a otras sopranos de renombre como Rosita Rodrigo, Consuelo Hidalgo, Pilar Martí o María Piquer. 
La dirección musical del Ruzafa, formada por los maestros Vicente Peydró y Eduardo Senís, vieron en la partiquina facultades de excepción y, con Patricio León, se dedicaron a hacerla artista. Pues en enero de 1913 ya destacaba con la interpretación de Los molinos cantan junto a María Piquer:

La señorita Boronat se nos reveló anoche como una consumada tiple. El terceto con la señorita Piquer y el Sr. Hervás, lo cantó admirablemente; tiene, además una voz llena, extensa, agradable y muy simpática.
Diario de Valencia: Diario de Valencia - Año III Número 668 - 1913 enero 18 (18/01/1913)

El 29 de abril de 1913, participó en el homenaje al maestro José Serrano en el teatro Ruzafa de Valencia con la zarzuela Si yo fuera rey, estrenada en esa misma sala unos pocos días antes. 
En el mes de mayo, terminada la temporada en el Teatro Ruzafa, la empresa Teatral Moderna se fragmentó en dos para salir a provincias, un grupo dirigido por los maestros Eduardo Senís y Paco Tomás y otro por el maestro Vicente Peydró. De esta manera abordaban la temporada de verano representando las obras que habían triunfado en el Ruzafa en los meses anteriores. Amparo Boronat quedó en el grupo que dirigía el maestro Peydró y, junto a las tiples María Piquer, Consuelo Hidalgo y Carmen Mejía, recorrió poblaciones como Almassora, Vilareal, Castellón y Burriana, entre otras.
En el mes de junio, bajo la dirección del maestro Serrano, cosecha sus primeros éxitos en distintas localidades de la provincia de Valencia como Sueca, Gandía, Alcira o Requena.
Durante esa primera temporada de 1912/1913, Amparo Boronat empezó a soltarse como artista bajo las enseñanzas de la ya consagrada tiple María Piquer Corrons, hasta que el amor retiró a la Piquer de escena en agosto de 1913, al contraer matrimonio con el doctor Francisco Antolí Candela, sobrino del ilustre doctor Manuel Candela. Con la retirada de María Piquer, y el empeño de los directores musicales de la compañía del Teatro Ruzafa de convertirla en artista, hubo Amparito Boronat de encargarse del trabajo de la Piquer en la nueva temporada del Ruzafa, dónde aquellas obras como Canto de primavera, Los molinos cantan y Soldaditos de plomo, en nada desmerecieron el interés del público con la sustitución. Pero especialmente destacó en ese tiempo con la interpretación de la opereta Eva, en la que la prensa del momento alaba su maestría:

(...) No le fue a la zaga ni mucho menos la señorita Boronat quien cantó su particella como una consumada tiple. Quien no sepa que comienza ahora su carrera artística y la oyera anoche, habrá creído que es una tiple hecha y derecha. Bien es verdad que tiene una voz admirable (...)
Diario de Valencia: Diario de Valencia - Año III Número 929 - 1913 octubre 8 (08/10/1913)

Finalizada la temporada en el Ruzafa, el 11 de abril de 1914 debuta con la zarzuela El rey del mundo como primera tiple del Teatro de la Zarzuela de Madrid, bajo la dirección de Pablo Luna, donde pasará toda la temporada de primavera y compartirá escenario con las tiples: Ana Lopetegui, Caridad Álvarez, Antonieta Esquembre, Concepción Villarasa, Carmen Crehuet, Paquita Torres y María Carmen Ortega.

## Primera temporada en Argentina y Uruguay

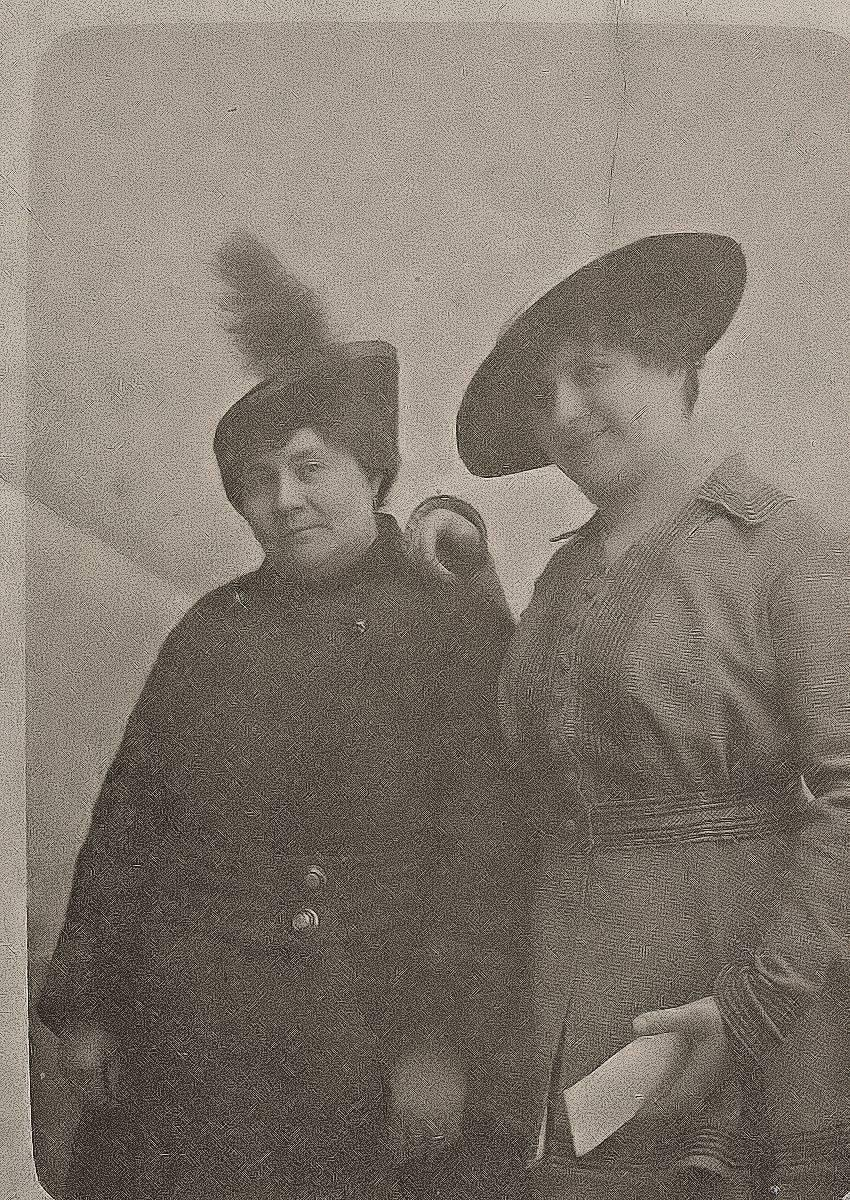
Amparo Boronat y su madre, Teresa Picazo, durante la tournée por Argentina. Ca. 1916.

En julio de 1914, Amparo Boronat parte a Argentina tras ser contratada por el empresario Velasco para unirse a la compañía de José López Silva.

El empresario Velasco está organizando la compañía que ha de actuar en el teatro Avenida de Buenos Aires. En la compañía figuran ya las tiples Angelina Villar, Amparo Boronat, Luisa Ramos, María Silvestre, Virginia Trujillo, Amparo y María Hernández, Victoria Otto, Rosario Miralles, Inés Pérez, y los actores Alberto López, Juan Martínez, Enrique Ramos, Miguel Tejada y Ricardo Urrutia. Como primer maestro y director artístico va Pepe Serrano, y como maestro Azpeitia. El debut se verificará en la primera decena de Agosto, con la zarzuela de gran espectáculo, de Enrique López Marín y Serrano, El rey del corral. El empresario ha gastado y, a una suma considerable para la. presentación de esta obrar El reputado escenógrafo Alós ha pintado cinco magníficas decoraciones, y la casa Chaillot, de París, la misma que confeccionó los trajes del Chantecler, de Rostand, trabaja ahora para El rey del corral. -La compañía saldrá de España en la primera quincena de Julio.
ABC (Madrid. Ed. impresa). 24 de junio de 1914.

Amparo Boronat tenía en ese momento 17 años, por lo que su madre decidió acompañarla. De esta manera partieron en el barco Reina Victoria Eugenia desde el puerto de Barcelona.
Una vez en América, actuó en numerosos teatros de Montevideo, Bahía Blanca, Mar del Plata y Buenos Aires, entre otros.
En el mes de febrero de 1915, destaca en el Casino de Montevideo con la representación de Los cadetes de la reina:

Con "Los cadetes de la reina" hizo su debut la tiple, señorita Boronat, una artista y una cantante de indiscutibles méritos que de inmediato se impuso al público. Cosechó abundantes aplausos.
Recorte de prensa sin título. Fechado en febrero de 1915, Montevideo (Uruguay). Archivo personal de la artista.

## Regreso a España y consolidación como artista
En abril de 1915, regresa a los escenarios valencianos, esta vez al Teatro Princesa, con la representación de algunos apropósitos. Hasta que, poco después, es contratada de nuevo por la empresa Teatral Moderna para realizar una tournée por distintas poblaciones valencianas con las operetas que le darían mayor fama: Maruxa, de Amadeo Vives y Las golondrinas, de Usandizaga.

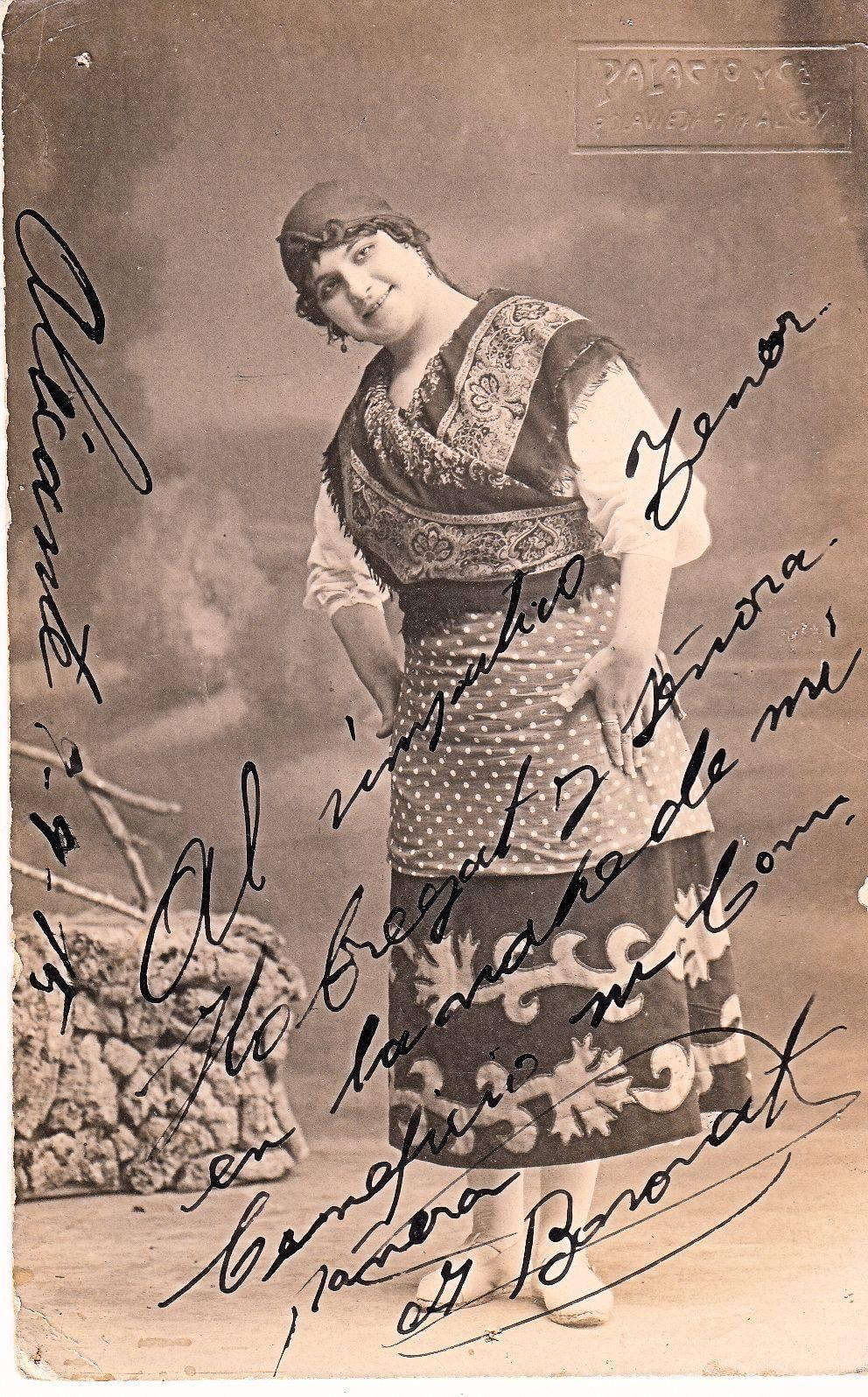
Amparo Boronat, en Maruxa. Fotografía dedicada al tenor Llobregat en el día de su beneficio. Alicante, 9 de septiembre de 1915.

Finalizada la tournée, en el mes de junio del mismo año, es contratada por la compañía de Pablo Gorgué Samper y el maestro Senís, iniciando una nueva temporada en el Teatro de Verano del Parque de Canalejas de Alicante, dónde seguiría cosechando grandes éxitos, especialmente con la representación del papel principal de Maruxa:

(...) La señorita Boronat, obtiene un señalado triunfo en esta ópera cantando magistralmente su papel de Maruxa (...)
La lealtad : diario de la tarde : órgano del partido conservador maurista de la provincia: Año II Número 264 - 1915 julio 12

(...) La señorita Boronat, tiple la más modesta de todas y que es una excepción de las que antes hablaba, aunque no figura en la cabecera del cartel, está llevando (con la Pastor) el peso del trabajo; se ve que esta Amparito es una artista que no repara en pequeñeces y que no hace caso de que en los repartos (como en Maruxa pongo por caso) figure en segundo lugar siendo la protagonista de la obra. 

Hace bien la simpática artista en callar ante semejante tontería, pues yo pienso como ella piensa, que el movimiento se demuestra andando y no porque vaya detrás o delante deja de ser peor o mejor que otras. (...)
Alicante obrero : diario de la tarde : defensor de las Sociedades Obreras de Alicante: Año III Número 631 - 1915 julio 26

El día 9 de septiembre, terminó la temporada del Teatro de Verano con una función en su beneficio que, según la crítica de la época, fue todo un éxito, debiendo repetir la artista, por aclamación popular, algunas de sus canciones. 
La representación de Maruxa en el Teatro de Verano de Alicante la consagró como una de las tiples más afamadas del momento, especialmente entre los alicantinos que siempre la recordaron por tal actuación.
Este éxito hizo que fuera contratada inmediatamente por el maestro Teodoro San José como primera tiple del Teatro Circo Price de Madrid, compartiendo escenario con otras artistas como: Emilia Domingo, María Clemente, Esther Oliver, Concha García Ramírez y Carlota Sanford.
En diciembre del mismo año, actúa con la compañía del maestro Velasco en el Teatro Lope de Vega de Valladolid.
En enero de 1916, vuelve al Price de Madrid con la compañía Sagi-Barba, con la que poco después vuelve a su Valencia natal para actuar en el Teatro Principal durante los primeros días del mes de febrero de 1916.
Finalizado el compromiso con la compañía de Sagi-Barba, fue contratada para la temporada de Cuaresma de ese año por la compañía del Teatro Princesa de Valencia.

## Segunda temporada en Argentina y Uruguay

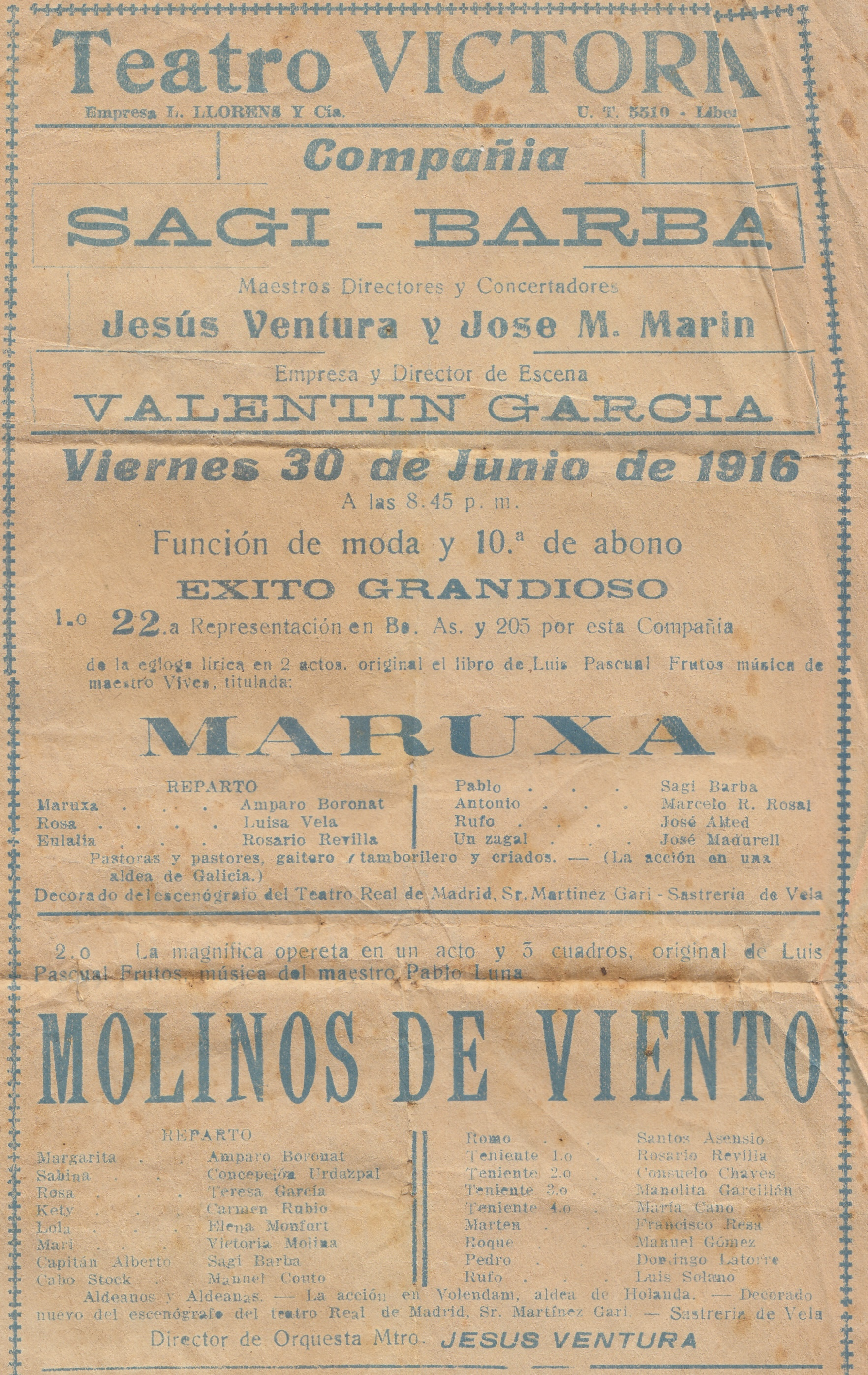
Cartel de la compañía Sagi-Barba en el Teatro Victoria de Buenos Aires (Argentina), donde aparece Amparo Boronat como protagonista de "Maruxa" y "Molinos de Viento". 30 de junio de 1916. Archivo personal de la artista.

En el mes de abril de 1916, vuelve a la compañía Sagi-Barba para realizar una temporada en Argentina y Uruguay, que se prolongaría durante los meses de mayo a octubre.

Nuestra bella y distinguida artista Amparo Boronat ha sido ventajosamente contratada por la compañía Sagi-Barba, para trabajar en el Teatro San Martín, de Buenos Aires, juntamente con la famosa tiple Luisa Vela. Dadas las excepcionales condiciones artísticas que adornan a la tiple Amparito Boronat, le auguramos honra y provecho, que por ello y por ser paisana nuestra, sentimos verdadero orgullo, y la anticipamos nuestra más cumplida y cordial enhorabuena.
La correspondencia de Valencia : diario de noticias : eco imparcial de la opinión y de la prensa: Año XXXIX Número 16678 - 1916 Abril 16

La Compañía debutó en el Teatro Victoria de Buenos Aires, y sucesivamente recorrieron los escenarios siguientes: Teatro Urquiza de Montevideo, Teatro Argentino de La Plata, Teatro San Martín de Buenos Aires, Teatro Colón de Rosario, Teatro Rivera Indarte de Córdoba, Teatro Coliseo de San Juan, Teatro Municipal de Mendoza, Teatro Municipal de Río Cuarto, Teatro Italiano de Villa María, Teatro Victoria de Salta, Teatro Alberdi de Tucumán y Teatro del 18 de julio de Montevideo, donde se despidieron.
En dicha tournée la Boronat siguió cosechando gran fama con la representación del papel principal de Maruxa, en la que además la Compañía invirtió un gran capital, pues, en palabras de su empresario Luis Llorens:

(...) Las golondrinas, pero sobre todo Maruxa, han sido las obras triunfantes. En montar esta última hemos gastado un capital. Maruxa se ha hecho popularísima en América. Ya, ya nos costó un pico la exclusiva... (...)
El día : diario reformista: Año II Número 624 - 1916 noviembre 22

## Regreso a España y últimas temporadas
A finales del mes de noviembre, Amparo Boronat llega a su Valencia natal y la prensa del momento se hace eco de los éxitos que la soprano había alcanzado en su temporada al otro lado del charco:

Después de actuar durante una larga temporada en los principales teatros de América, figurando en la notable compañía de Sagi-Barba, llega a Valencia, donde descansara unos días, nuestra paisana la aplaudida timple Amparito Boronat. Sea bienvenida la simpática paisana y reciba nuestra felicitación por los brillantes éxitos obtenidos en América.
El Pueblo : diario republicano de Valencia: El Pueblo : diario republicano de Valencia - Año XXIII Número 8999 - 1916 noviembre 23 (23/11/1916)

Ya en España, continúa trabajando en la compañía Sagi-Barba con la que en diciembre se instala en Alicante para abordar una temporada de dos meses en el Teatro Principal. Al terminar la misma, inician una tournée desde el Teatro Romea de Alicante, que les llevaría a recorrer otros teatros alicantinos como el Circo de Orihuela.
A finales del mes de febrero de 1917, vuelve a la capital alicantina para entrar a formar parte de la compañía de opereta y zarzuela que dirigían los primeros actores Pradas y Barajas y el maestro Sendra en el Salón España.
Una vez finalizada la temporada en el Salón España, regresa a la compañía Sagi-Barba como tiple contralto, con la que actúa distintos escenarios andaluces como el Teatro Cervantes de Jaén, el Teatro de Écija, el Gran Teatro de Córdoba, el Gran Teatro de Cádiz o el Gran Teatro Isabel la Católica de Granada, entre otros.
De vuelta a su Valencia natal, es contratada por la compañía formada para el Teatro de Verano, instalado en la plaza de toros de Valencia.
Al terminar la temporada de verano, regresa con la compañía Sagi-Barba a Córdoba, esta vez al Teatro Circo del Gran Capitán, estrenando su primera función el día 22 de septiembre. En el mes de octubre, se desplaza la compañía a Extremadura, actuando, entre otros, en el Salón Romero de Zafra y en el Teatro López de Ayala de Badajoz. Posteriormente vuelven a distintos escenarios andaluces, como el del Gran Teatro Cervantes de Sevilla, finalizando la tournée con la actuación en el Teatro de Variedades de Almería.
En enero de 1918, regresa con la compañía Sagi-Barba a Alicante para actuar en el Teatro Principal, con la que cierran la temporada teatral. Pocos días después, pasa a la compañía de opereta y zarzuela que dirige Manuel Prada en el Salón de España de Alicante, donde realiza dos temporadas seguidas en las que interpretaba algunos de sus grandes éxitos como la opereta Maruxa, de Amadeo Vives o la zarzuela La tempestad de Ruperto Chapí:

Amparito Boronat se nos presentó en el papel de Roberto derrochando arte y demostrando sus excepcionales facultades fraseando correctamente. A una buena figura y distinguidos modales, hay que añadir una voz fresca, de buen timbre y de gran expansión, cosechando incesantes aplausos.
La unión democrática : diario político literario y de intereses materiales. Órgano Oficial del Partido Republicano Progresista de la Provincia: Año XXXIX Número 11697 - 1918 febrero 12

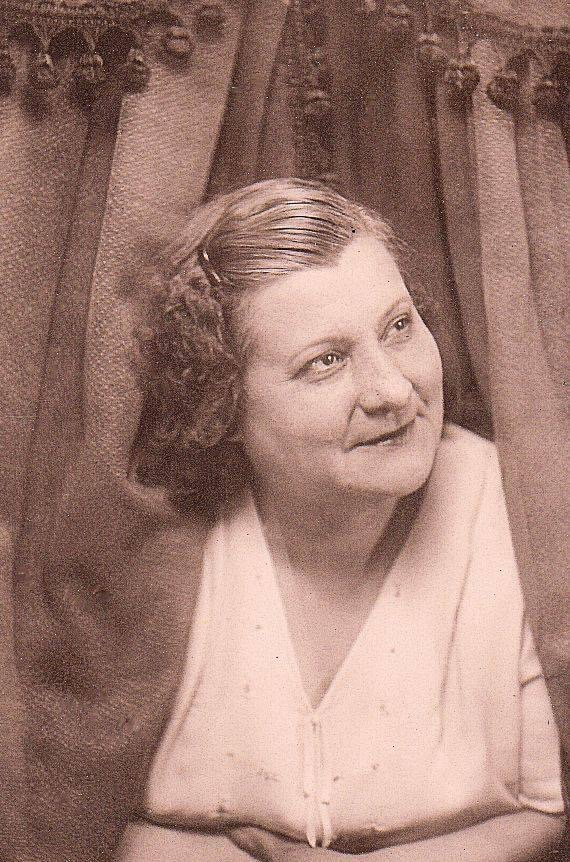
Amparo Boronat. Ca. 1950

Posteriormente, inicia la que sería su última temporada con la compañía de Fernando Vallejo. Se trataba de una gran tournée de varios meses que se prolonga hasta abril de 1919, y que la llevaría a recorrer numerosos teatros de Castilla, Asturias y Galicia, en los que obtuvo un gran éxito.
El 20 de julio de 1920, contrajo matrimonio con el conocido industrial alicantino Antonio Poveda Marco en la Iglesia de los Santos Juanes de Valencia. Tras el enlace, se retiró de los escenarios para dedicarse a su familia y se instaló en Alicante, dónde en 1921 nació su único hijo, Antonio.
En 1934, queda viuda y continua regentando el estanco de su marido de la plaza Gabriel Miró de la capital alicantina.
Finalmente Amparo Boronat, la que fuera gran tiple de la opereta y la zarzuela española, falleció en Alicante el día 2 de septiembre de 1955.

## Obras representadas
- Canto de primavera, de Frutos y Luna.
- Anita la risueña, de Amadeo Vives.
- Soldaditos de plomo, de Oscar Straus.

- Los molinos cantan, de Van Oost.

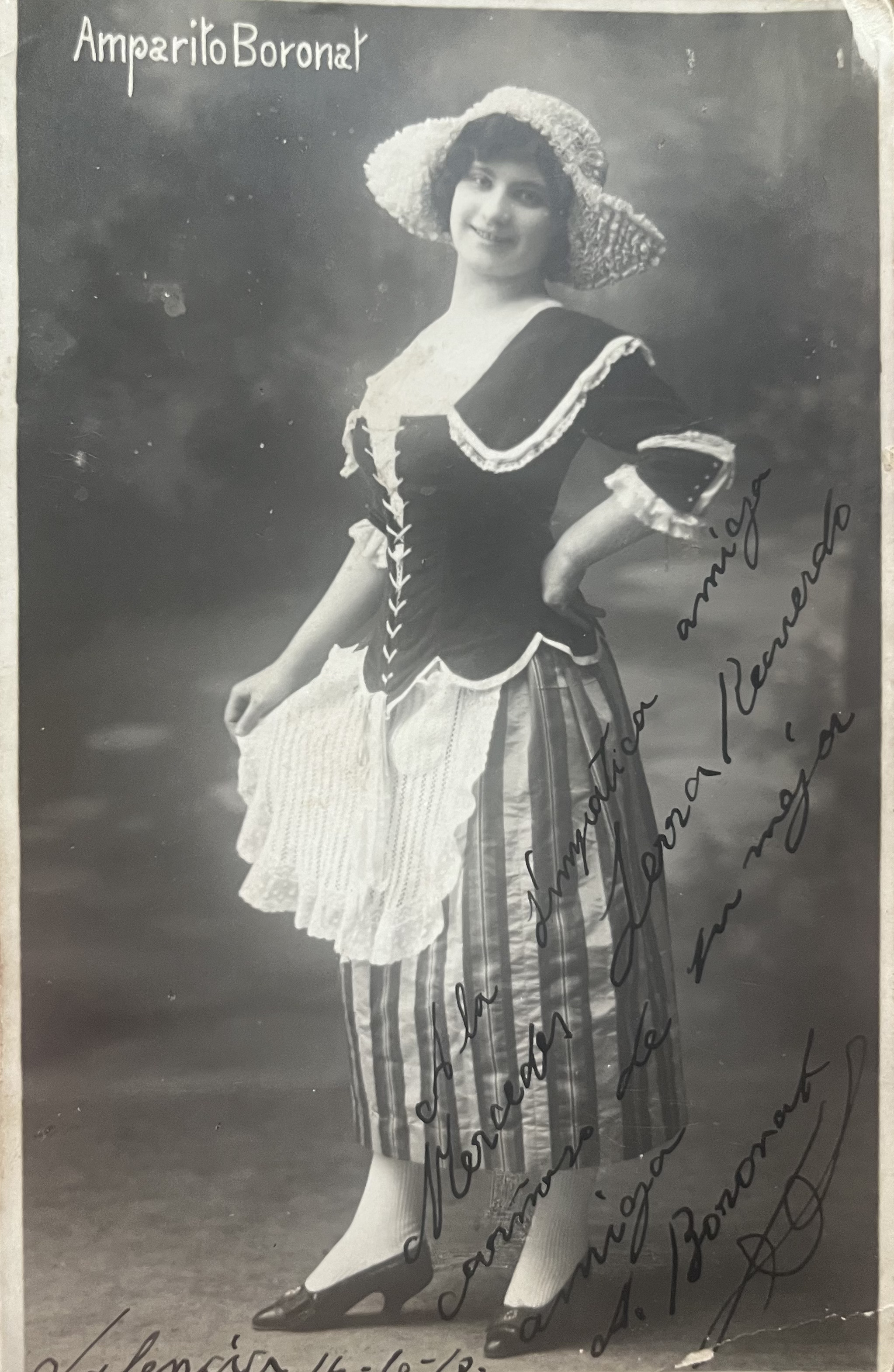
Amparo Boronat, en Molinos de Viento. Valencia, 14 de junio de 1913.

- Los fenómenos, de Alejandro García Brustenga.
- Ninón.
- ¡Si yo fuera rey!, de José Serrano Simeón.
- La tirana, de Vicente Lleó Balbastre.
- El pretendiente, de Amadeo Vives.
- Eva, de Franz Lehár.
- La viejecita, de Manuel Fernández Caballero.
- La fiesta de san Antón, de Tomás López Torregrosa.
- Molinos de viento, de Pablo Luna.
- La gentuza, de Carlos Arniches.
- El carro de sol, de José Serrano Simeón.
- El mal de amores, de José Serrano Simeón.
- La casita blanca, de José Serrano Simeón.
- El señor Joaquín, de Manuel Fernández Caballero.
- El tren de lujo, de los maestros Marquina y Roig.
- La verbena de la Paloma, de Tomás Bretón.
- El santo de la Isidra, de Tomás López Torregrosa.
- El rey del mundo.
- Las golondrinas, de José María Usandizaga.

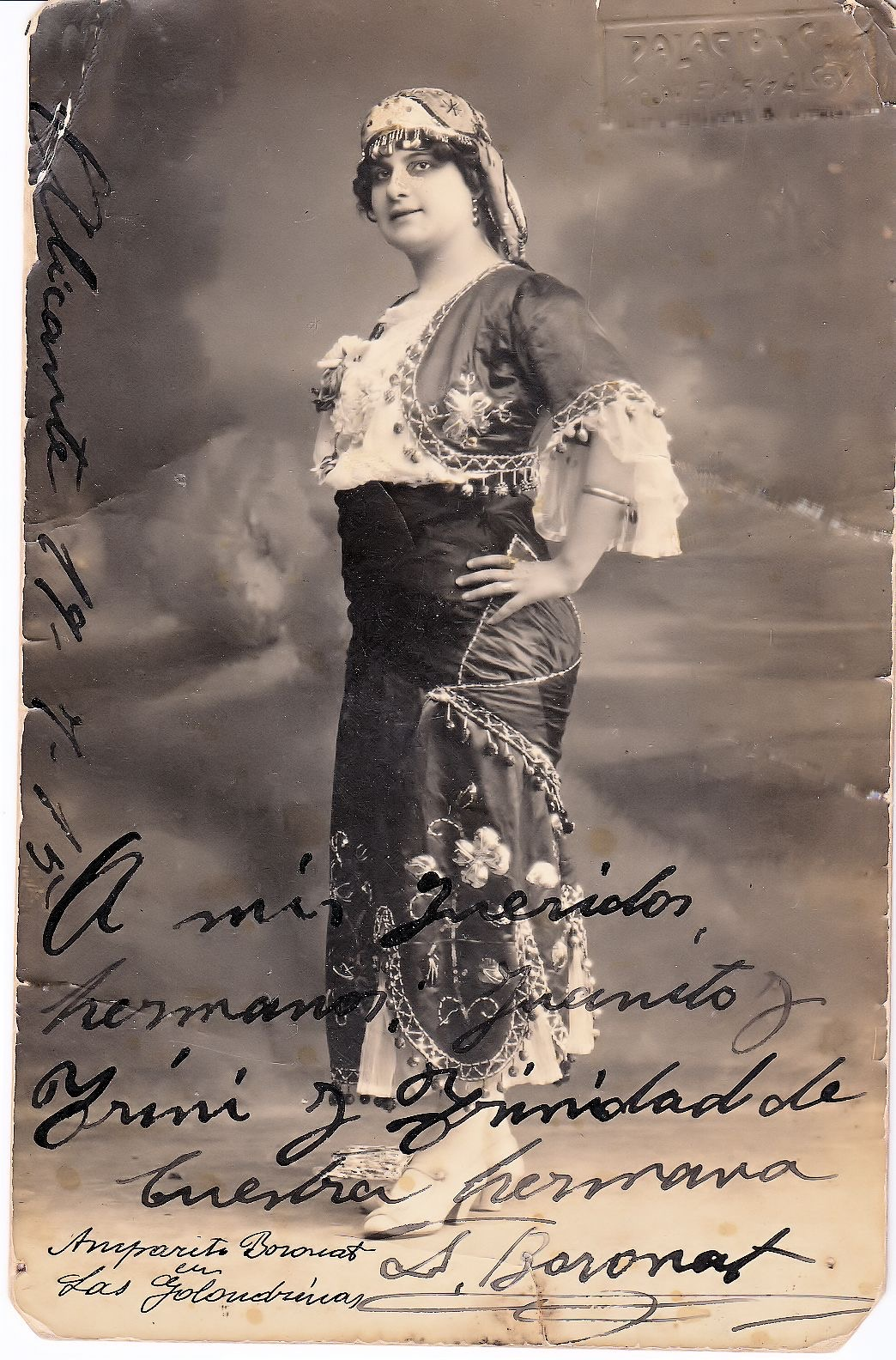
Amparo Boronat, en Las Golondrinas. 1915

- La mazorca roja, de José Serrano Simeón.
- Maruxa, de Amadeo Vives.
- España de pandereta.
- Los cadetes de la reina, de Pablo Luna.
- La Tempestad, de Ruperto Chapí.
- El entierro de la sardina, de Rafael Calleja Gómez.
- La sombra del molino, de Carlos Arniches.
- La corte de Faraón, de Vicente Lleó Balbastre.
- La piedra azul.
- Las hijas del Zebedeo, de Ruperto Chapí.
- Los guapos, de Carlos Arniches.
- Amor ciego, de Manuel Penella Moreno.
- La trapera, de Manuel Fernández Caballero.
- El harén, de Miguel de Palacios.
- El barquillero, de Ruperto Chapí.
- Gigantes y cabezudos, de Manuel Fernández Caballero.
- El juramento, de Joaquín Gaztambide.
- La princesa de los dollars, de Leo Fall.
- La vida breve, de Manuel de Falla.

- Rigoletto, de Giuseppe Verdi.

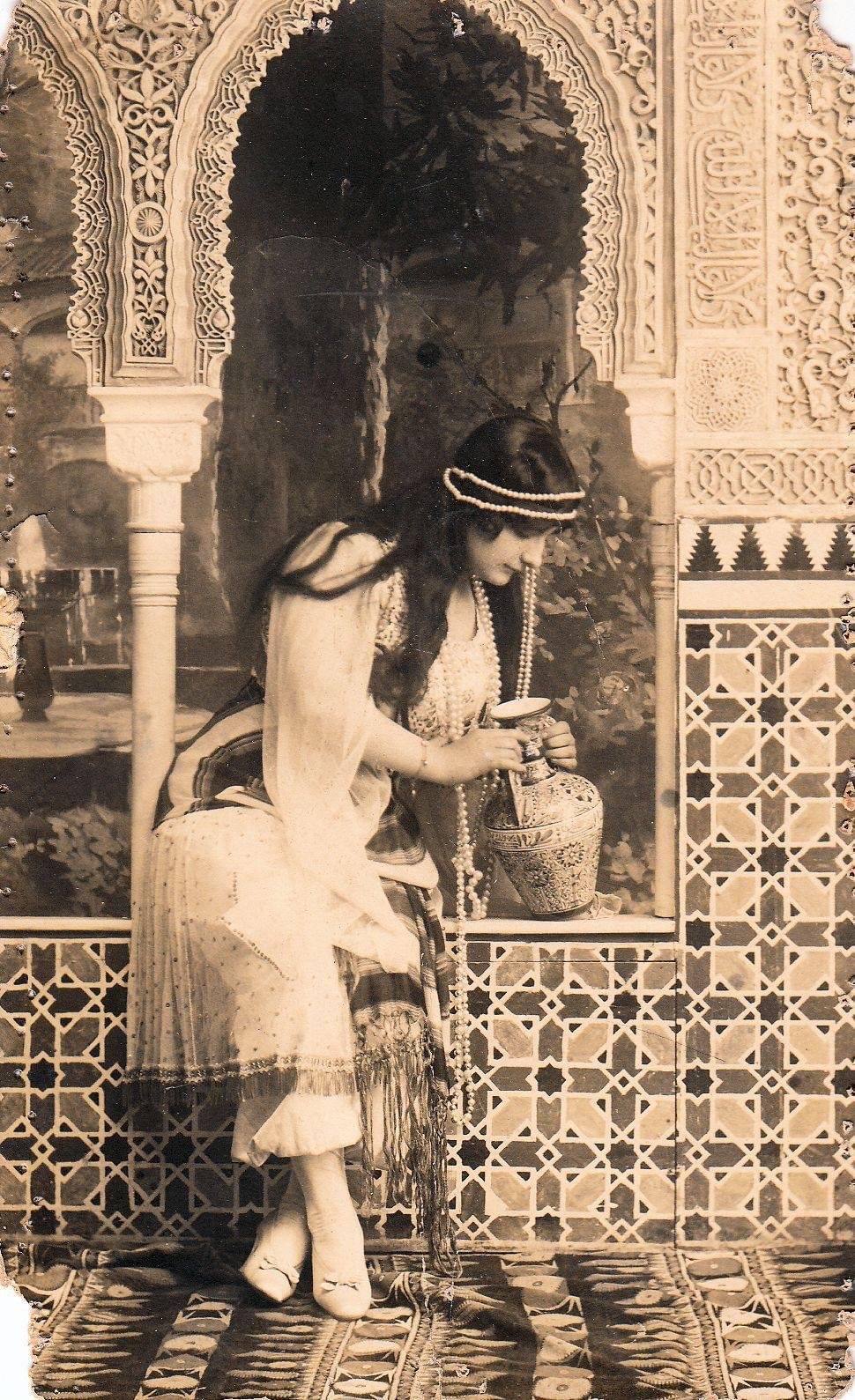
Amparo Boronat, en La Rosa del Albaycín. Ca. de 1917.

- El asombro de Damasco, de Pablo Luna.
- El milagro de la Virgen, de Ruperto Chapí.
- La bruja, de Ruperto Chapí.
- El reloj de Lucerna, de Miguel Marqués.
- La rosa del Albaycín, de Rafael Calleja Gómez.
- La Generala, de Amadeo Vives.
- El rey que rabió, de Ruperto Chapí.
- La viuda alegre, de Franz Lehár.
- El escalo, de Carlos Arniches.
- Justicia baturra, de José Ruiz de Azagra.
- María de los Ángeles, de Carlos Arniches.
- Sangre y arena, de los maestros Luna y Marquina.
- El húsar de la guardia, de Amadeo Vives y Gerónimo Giménez.
- La reina mora, de José Serrano Simeón.
- La chicharra, de Eugenio Contreras.
- Szibill, de Victor Jacobi.
- Los húsares del kaiser, de Imre Kálmán.
- El viaje de la vida.
- El arte de ser bonita, de Amadeo Vives y Gerónimo Giménez.
- El gitanillo, de Teodoro San José.
- Moros y cristianos, de José Serrano Simeón

## Obras benéficas

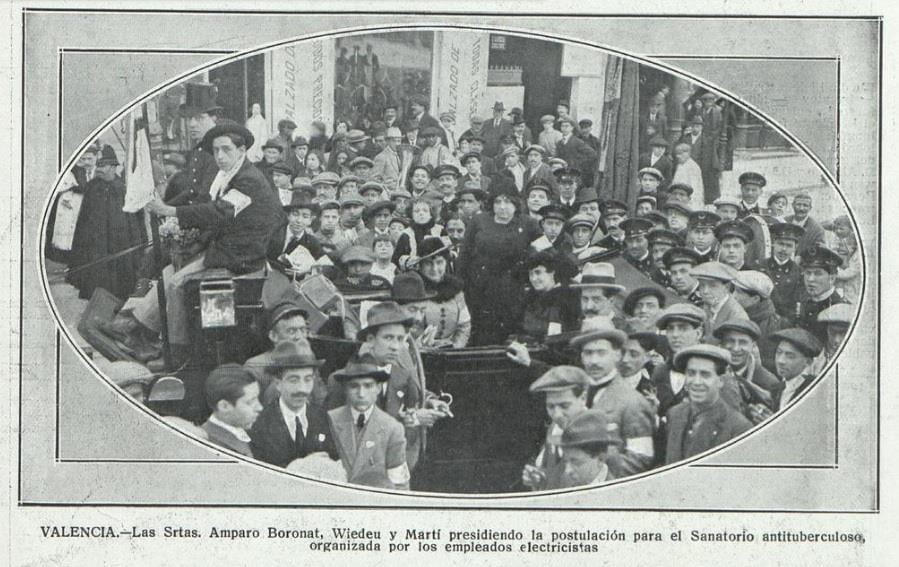
Amparo Boronat, junto a otras tiples, en la postulación por los niños tuberculosos. Valencia, 12 de marzo de 1916. Recorte de prensa de La Hormiga de Oro, publicado el 25 de marzo de 1916.

Comprometida con los más necesitados, y aprovechando su reconocimiento popular participó en numerosas postulaciones con fines benéficos que se organizaron en su ciudad natal. Tales como:
- Fiesta del clavel: Postulación para la Asociación de Caridad, celebrada en Valencia el día 22 de mayo de 1913.
- Fiesta de la flor: Postulación en favor de los tuberculosos pobres, celebrada en Valencia el día 23 de mayo de 1915.
- Postulación por los niños tuberculosos, organizada por el Círculo Instructivo Electricista a beneficio del Sanatorio Marítimo antituberculoso de la Malvarrosa, celebrada en Valencia el día 12 de marzo de 1916.

También participó a lo largo de su carrera en diversas funciones benéficas, como la celebrada en el Teatro Principal de Valencia el día 9 de diciembre de 1913, organizada por los alumnos de 5º curso de Medicina a beneficio de los niños enfermos del Hospital y de la Facultad de Medicina. En esta función participó junto a sus compañeros de la compañía del Teatro Ruzafa con el conato de sainete Los fenómenos.